# 小金城趾站

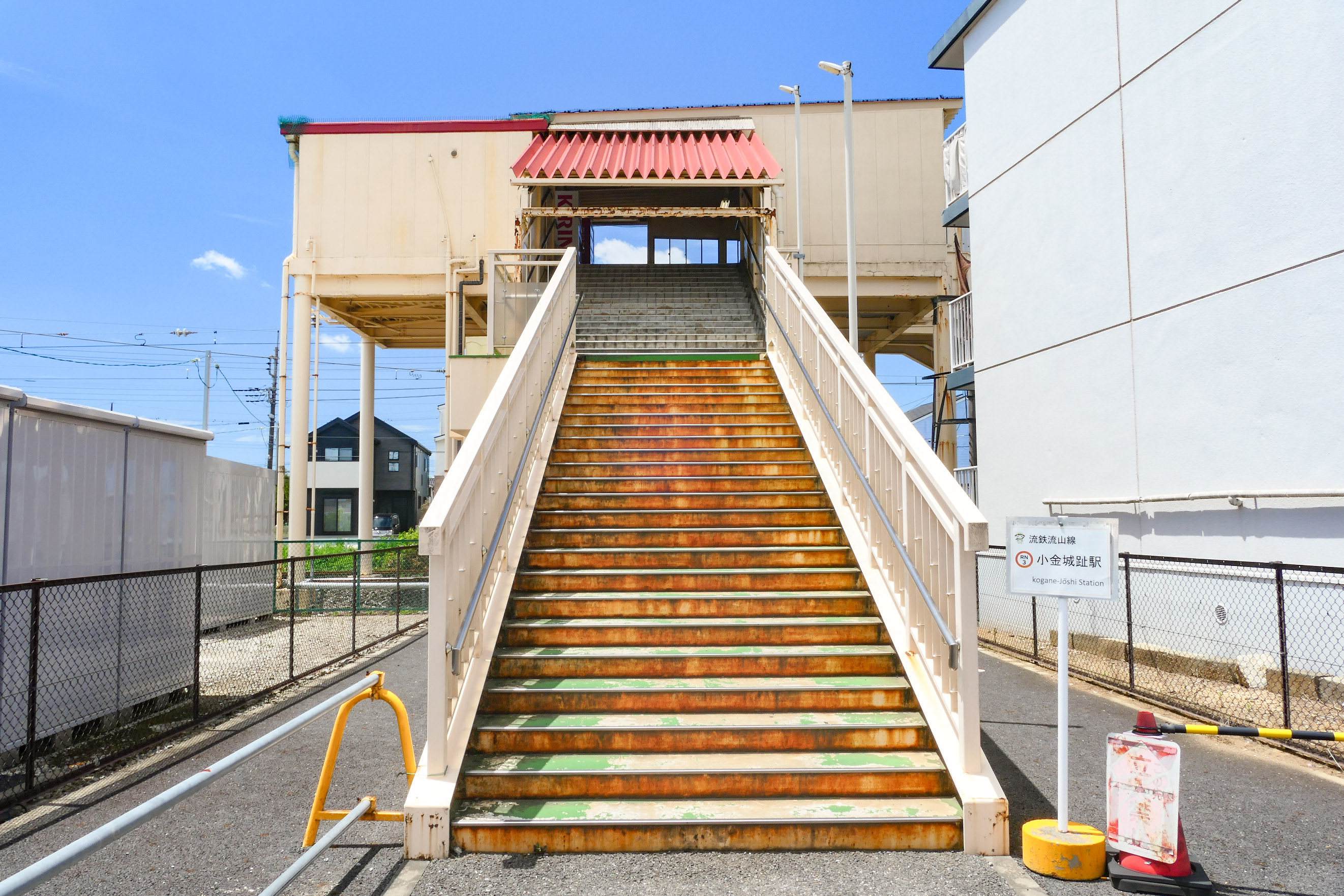
東側出入口（2025年7月）

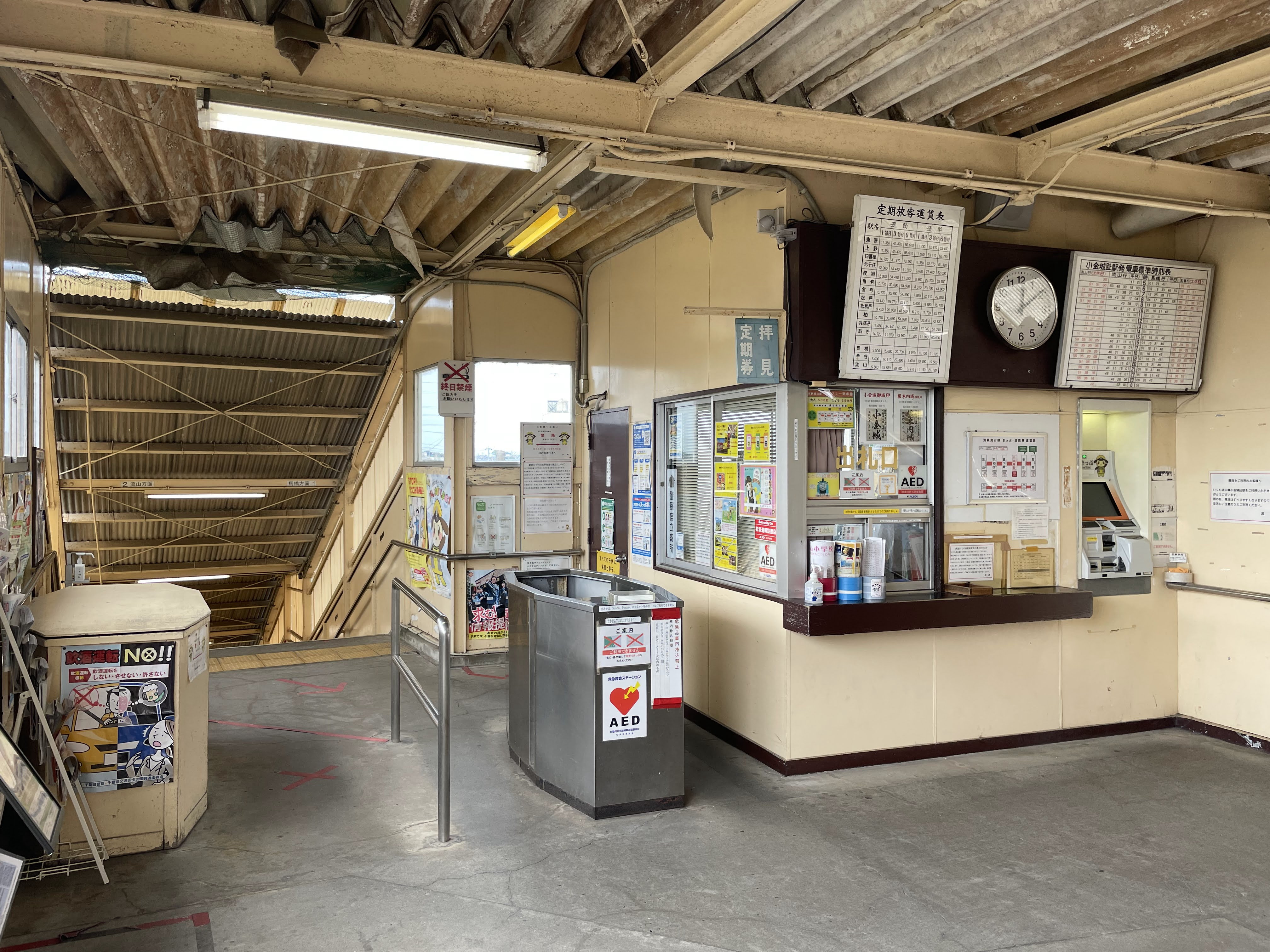
驗票口（2022年8月）

小金城趾站（日语：／ Koganejōshi eki */?）是位於千葉縣松戶市大金平，屬於流鐵流山線的車站。車站編號為RN3。

## 歷史

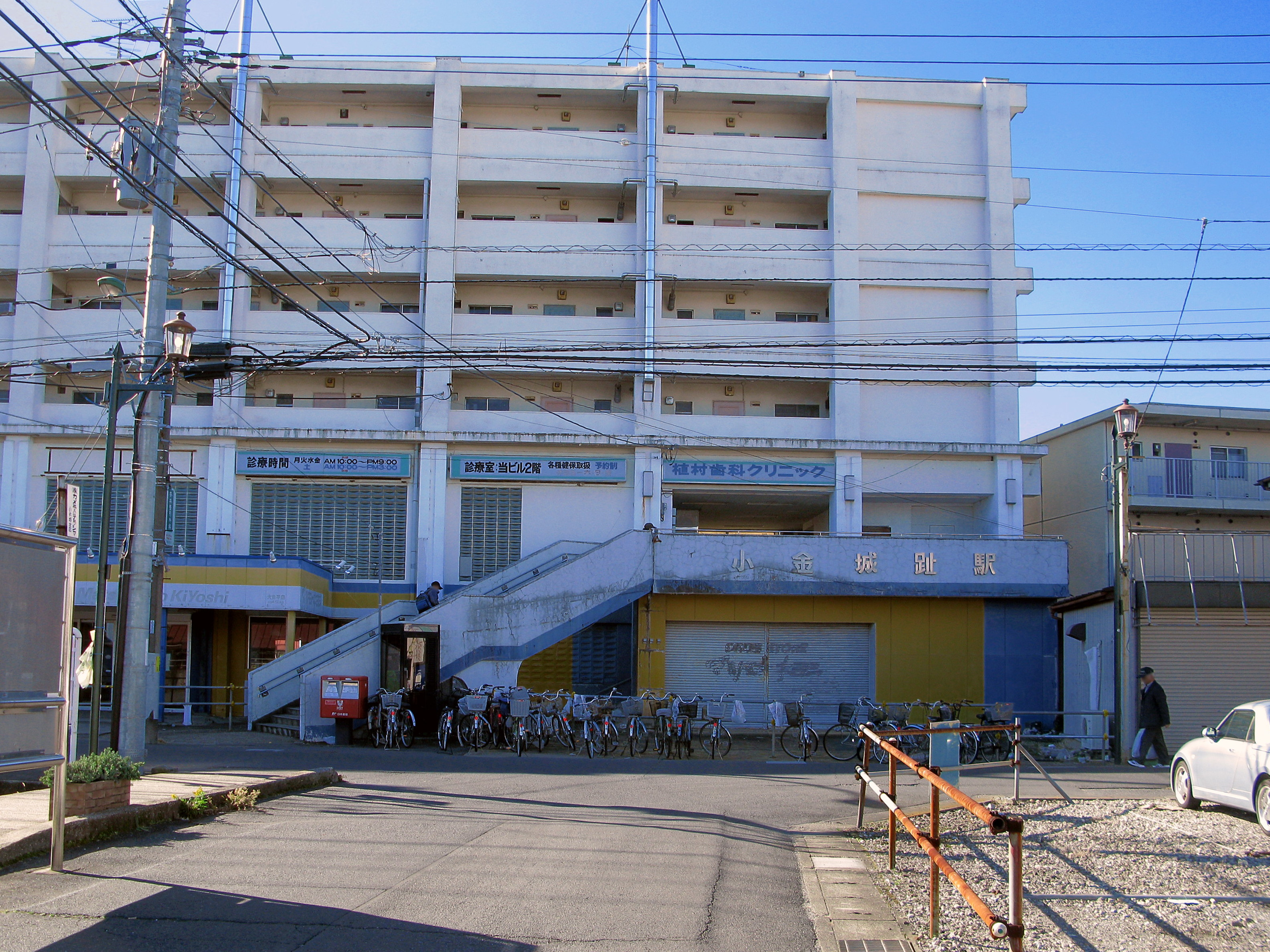
大金平縣營住宅拆毀前的車站大樓（2012年12月）

在1954年9月1日合併前，此站位於東葛飾郡小金町內，車站名稱取自小金城城蹟（小金城趾）。
- 1953年（昭和28年）12月24日 - 車站啟用[1]。
- 1967年（昭和42年）7月1日 - 車站向流山一方遷移，新設交會設備[1]。
- 2015年（平成27年） - 針對連接車站的大金平縣營住宅抗震問題，當時檢討大樓是否應該進行翻新，後來決定拆毀[2]，最後在2015年6月下旬拆毀[3]，自此車站大樓是成獨立設施。

## 車站構造
本站是地面車站，設有1面2線的島式月台。為流山線唯一可進行交會的車站。早上和深夜部分列車外，所有列車可進行列車交會。
車站大樓東北方曾鄰接大金平縣營住宅，大樓與住宅大廈為一體化設計。在車站大樓對面設有行人天橋，在該處設有售票和檢票的地方。而舊車站大樓中其中一個出口（大金平一方）則連接住宅大廈。後來因縣營住宅的抗震問題於2015年拆毀。車站只可經樓梯連接地面，自從此站成為跨站式站房。
本站原本位於靠近馬橋一方（於大谷口村落入口附近），但在1967年遷移至現地。

### 月台
| 月台 | 路線    | 上下行 | 方向     |
| ---- | ------- | ------ | -------- |
| 1    | ●流山線 | 上行   | 馬橋方向 |
| 2    | ●流山線 | 下行   | 流山方向 |

## 使用狀況
根據松戶市統計書，在2017年（平成29年）度的一日平均上下車人次為1,629人。
以下為近年1日平均乘車人次列表：
| 年度   | 1日平均 乘車人次 |
| ------ | ---------------- |
| 1990年 | 954              |
| 1991年 | 979              |
| 1992年 | 1,013            |
| 1993年 | 1,064            |
| 1994年 | 1,023            |
| 1995年 | 973              |
| 1996年 | 937              |
| 1997年 | 922              |
| 1998年 | 921              |
| 1999年 | 902              |
| 2000年 | 928              |
| 2001年 | 949              |
| 2002年 | 961              |
| 2003年 | 914              |
| 2004年 | 908              |
| 2005年 | 915              |
| 2006年 | 914              |
| 2007年 | 884              |
| 2008年 | 870              |
| 2009年 | 829              |
| 2010年 | 824              |
| 2011年 | 779              |
| 2012年 | 764              |
| 2013年 | 752              |
| 2014年 | 759              |
| 2015年 | 737              |

## 車站周邊

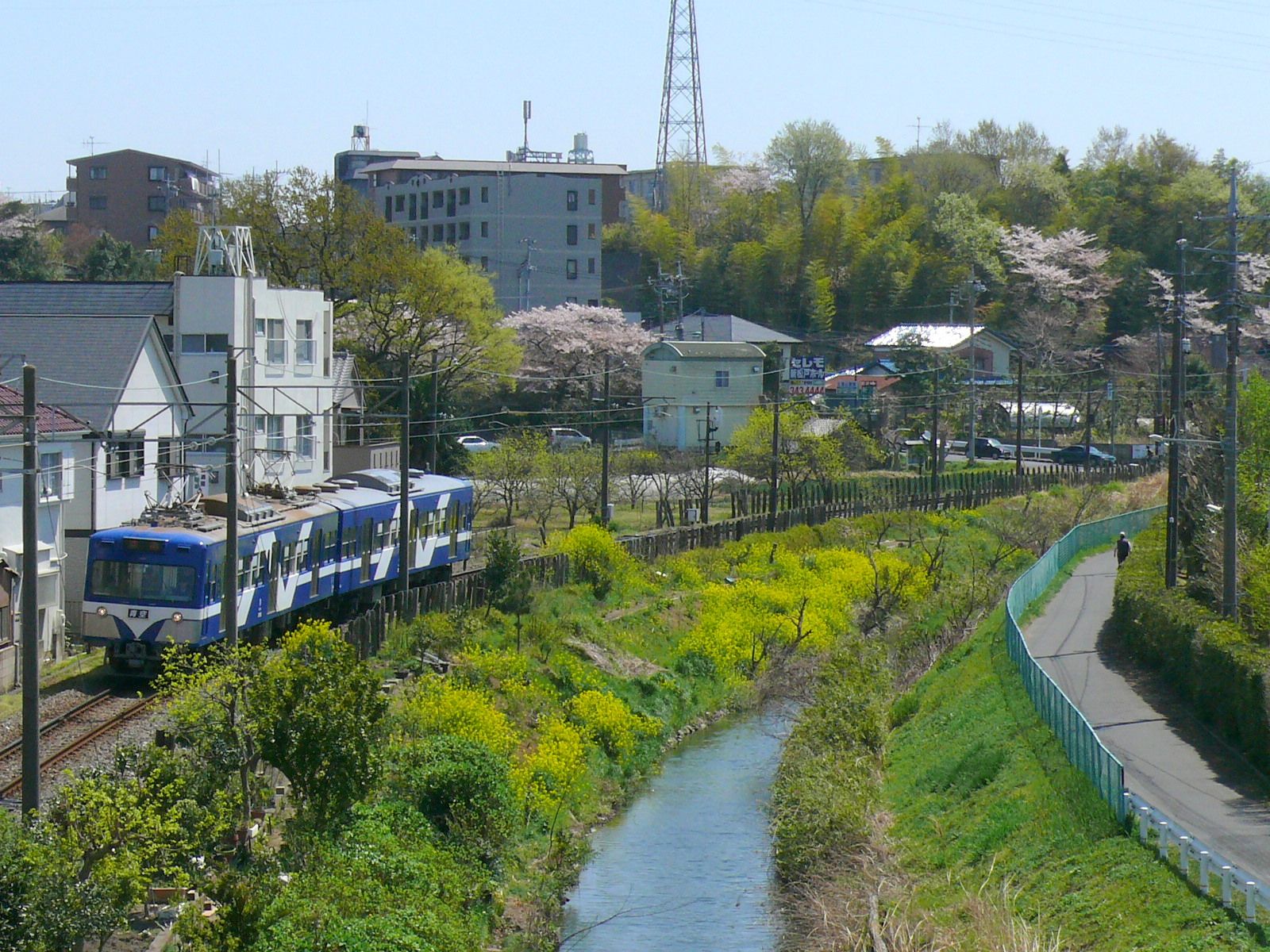
於車站南邊行走的電車，後方前往馬橋方向，右邊是新坂川（2009年4月10日）

站前設有幽靜住宅街，也有部分地方為農田。車站南邊設有千葉縣道280號白井流山線。車站西南方設有出入口，該處可越過新坂川。

### 大金平方向（東北一方）
在大金平方向出口原本連接6層高的大金平縣營住宅。在拆毀後，變為樓梯連接地面。
- 松戶市大金平消防署
- 松戶市立小金北小學
- 松戶市立殿平賀小學（步行約11分鐘，最近的車站是北小金站）
- 松戶大金平郵局
- 龜有信用金庫（日语：亀有信用金庫） 松戶分店
- 小金的士總部 - 京成集團的小金交通不同公司
- SYS網球俱樂部（日语：SYSテニスクラブ）
- 大谷口歷史公園（小金城蹟）
- 松本清紀念會館
- 普門寺大勝院

### 橫須賀方向（西南方）

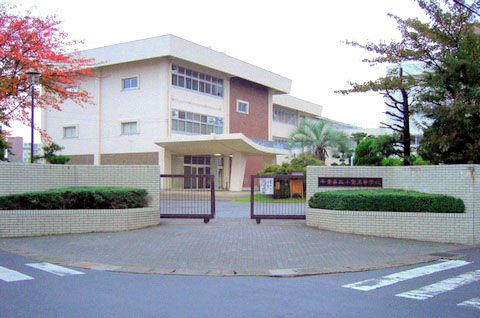
千葉縣立小金高等學校

- 千葉愛友會紀念醫院
- 千葉縣立小金高等學校（日语：千葉県立小金高等学校）
- 松戶市立小金中學（日语：松戸市立小金中学校）
- 松戶市立橫須賀小學
- 戶勝中央農業協同組合（日语：とうかつ中央農業協同組合）（JA戶勝中央）（舊千葉小金農業協同組合（日语：千葉小金農業協同組合）（舊JA千葉小金））合作店
- A·Colle（日语：アコレ） 新松戶北一丁目店
- Super Courant D'air 新松戸店
- CoCo壹番屋 新松戶店
- 家庭網球俱樂部

## 巴士路線
松戶新京成巴士幸田線（北小金站至幸田方向）「小金城趾站入口」巴士站位於車站東北方約400米（步行約5分鐘）。但是，距離車站較遠，加上該巴士路線與流山線的功能一樣都是連接JR常磐線的路線，因此沒有實際的轉乘功能。

## 其他
此站至幸谷站之間設有一座沒警報機和遮斷機的平交道，電車通過時會鳴笛，聲音遠至月台上也可聽見。

## 相鄰車站
流鐵
■流山線
幸谷（RN2）－小金城趾（RN3）－鰭崎（RN4）

## 注腳
1. 1 2 3 4 5 6  曾根悟（日语：曽根悟）（監修）. 朝日新聞出版分冊百科編集部（編集） , 编. . 週刊朝日百科. 21号 関東鉄道・真岡鐵道・首都圏新都市鉄道・流鉄. 朝日新聞出版. 2011-08-07: 24・26頁 （日语）.
2. ↑   (PDF).   [2021-10-13]. （原始内容存档 (PDF)于2016-03-05）.
3. ↑  広報まつど 2015年6月15日号 （页面存档备份，存于）（日語）
4. ↑  . www.ryutetsu.jp.   [2019-04-27]. （原始内容存档于2021-05-18） （日语）.
5. ↑  第４種踏切・事故現場を歩く（１）「専用踏切」流鉄流山線・小金城趾－幸谷間（時事ドットコムニュース） （页面存档备份，存于）（日語）

## 外部連結
- 小金城趾站 （页面存档备份，存于）（日語）